# Kanabis cup
Kanabis cup je slavnost založená roku 1987 redaktorem Newyorského časopisu High Times Stevenem Hagerem, který přijel do Nizozemska kvůli interview se zakladatelem první nizozemské společnosti zabývající se prodejem semínek kanabisu. Festival se každoročně koná v Amsterodamu. Porotci každý rok vyhlašují společnost, která vypěstovala nejlepší marihuanu, předvedla nejlepší nový produkt nebo nejhezčí stánek na festivalu.
V roce 2007 uváděli 20. výroční otevření Kanabis cupu Tommy Chong a Redman. Film z výroční události byl vydán v létě 2008.
Užívání marihuany je dekriminalizované ve většině Nizozemska. Mnoho turistů přijíždí do Amsterodamu právě kvůli návštěvě Kanabis cupu. Díky dekriminalizaci marihuany může být obsah Tetrahydrocannabinolu (THC) poněkud větší. Proto se  nedoporučuje lidem, kteří nejsou pravidelnými kuřáky marihuany, přihlašovat se jako porotci. Některé ze silnějších druhů marihuany ve formě hašiše obsahují až 75% THC, jako nedávno vyšlechtěný model známý pod jménem 'Bubblemania', který je už k dostání v několika coffee shopech v Amsterodamu.

## Soutěžní marihuana
Abyste se mohli stát porotci, musíte při vstupu zaplatit extra poplatek (v roce 2008 činí 250 amerických dolarů). Obvykle bývá pro porotce, kteří již nejsou schopní hodnotit další marihuanu, připravena pěkná odpočinková místnost.
Akce je široce podporována aktivisty za dekriminalizaci marihuany a sponzorována společnostmi prodávajícími produkty spojené s marihuanou.

## Návštěvníci
Kanabis cup navštěvují lidé z celého světa. V roce 2003 zaznamenala slavnost první pokles návštěvnosti, a tak byla v roce 2004 uspořádána v menším rozsahu.

## Minulí výherci
1. G-13 Haze - Barney's Breakfast Bar
2. Arjan's Ultra Haze#1 - Greenhouse
3. Willie Nelson - Sensi Seed Bank
4. Amnesia haze - Barney's Breakfast Bar
5. Hawaiian Snow - Greenhouse
6. Morning Glory - Barney's Breakfast Bar
7. Sweet Tooth - Barney's Breakfast Bar
8. Blueberry - The Noon
9. Super Silver Haze from - Greenhouse
10. Super Silver Haze from - Greenhouse
11. Peace Maker - De Dampkring
12. De Dampkring
13. White Widow - Greenhouse Tolstraat
14. Jack Herer - Sensi Seeds
15. Northern Lights - Picasso
16. Haze x Skun - Homegrown Fantasy
17. Skunk Balls - Free City
18. Super Skunk - The Seed Bank
19. Big Bud x Skunk #1 - The Seed Bank
20. Skunk #1 - Cultivators Choice